# Leiothlypis
Leiothlypis Sangster, 2008 è un genere di uccelli passeriformi della famiglia dei Parulidi. Ad esso appartengono specie che in passato erano comprese nel genere Vermivora e nell'ormai desueto genere Parula.

## Specie
A questo genere vengono ascritte sei specie:
- Leiothlypis peregrina (A. Wilson, 1811) - parula del Tennessee;
- Leiothlypis celata (Say, 1822) - parula capoarancio;
- Leiothlypis crissalis (Salvin e Godman, 1889) - parula del Colima;
- Leiothlypis luciae (J. G. Cooper, 1861) - parula di Lucy;
- Leiothlypis ruficapilla (Wilson, 1811) - parula di Nashville;
- Leiothlypis virginiae (S. F. Baird, 1860) - parula di Virginia.